# 岐阜県道256号霞間ヶ谷線
岐阜県道256号霞間ヶ谷線（ぎふけんどう256ごう かまがたにせん）とは、岐阜県揖斐郡池田町の一般県道（岐阜県道）である。

## 概要
国の名勝、天然記念物の霞間ヶ谷へのアクセス道路である。
霞間ヶ渓の渓谷一帯には約1,500 - 2,000本のサクラがあり、東海3県有数のサクラの名所で知られている。「日本さくら名所100選」、「飛騨・美濃さくら三十三選」にも選定されている。
注意：霞間ヶ谷は霞間ヶ渓ともいう。渓谷のある川の名は鎌ヶ谷である。桜が霞のように見えることから霞間ヶ渓という。

### 路線データ
- 起点：岐阜県揖斐郡池田町池野（国道417号、岐阜県道269号池野停車場線交点）
- 終点：岐阜県揖斐郡池田町藤代（霞間ヶ渓入口）

## 通過する自治体
- 岐阜県
  - 揖斐郡
    - 池田町

## 主な接続道路
- 国道417号
- 岐阜県道269号池野停車場線
- 岐阜県道260号宮地片山線

## 周辺
- 霞間ヶ渓